# 吉野熊野国立公園
吉野熊野国立公園（よしのくまのこくりつこうえん）は、奈良県・三重県・和歌山県の紀伊半島3県に跨がる国立公園である。総面積59,798haで、半分以上の区域が奈良県に属する。1936年（昭和11年）2月1日に指定された。

## 概要
紀伊半島の中央部から南西岸までの山岳・河川・海岸の自然に恵まれた、広大な地域を占める公園。
大きく3つの部分に分かれており、吉野・大峯山を中心とする山岳部、熊野川とその支流北山川流域からなる河谷部、熊野灘や枯木灘に面し、那智山一帯を含む海岸部から構成されている。

### データ
- 公園区域：59,798ha（奈良県31,313ha、三重県16,982ha、和歌山県11,503ha）[4]
  - 特別保護地区：4,308ha（奈良県3,475ha、三重県885ha、和歌山県115ha）[4]
  - 特別地域：15,787ha（奈良県6,588ha、三重県4,744ha、和歌山県4,455ha）[4]
  - 普通地域：39,703ha（奈良県21,257ha、三重県11,353ha、和歌山県6,933ha）[4]

## 自然

### 山岳部

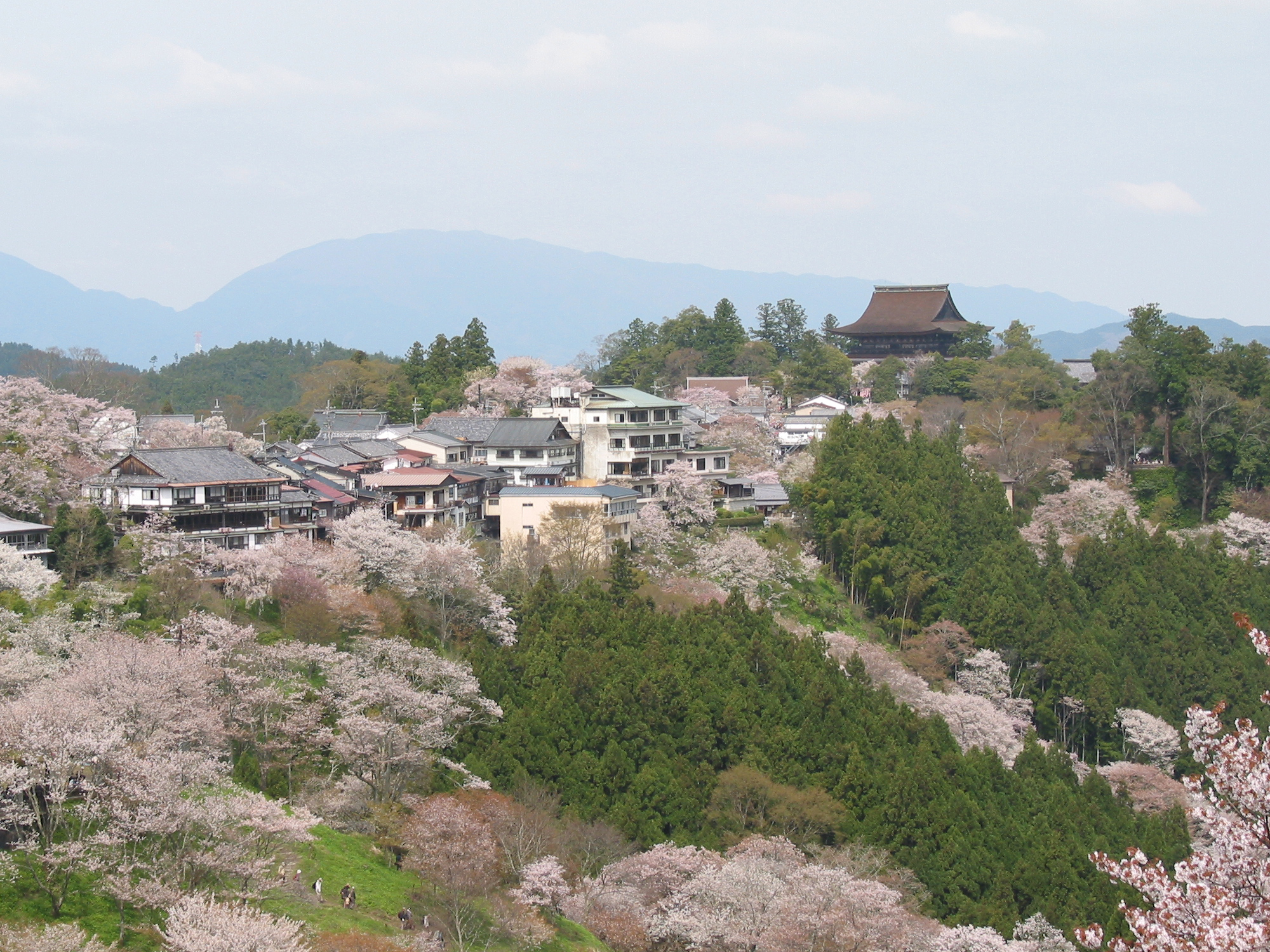
春の吉野山と金峯山寺（右上）

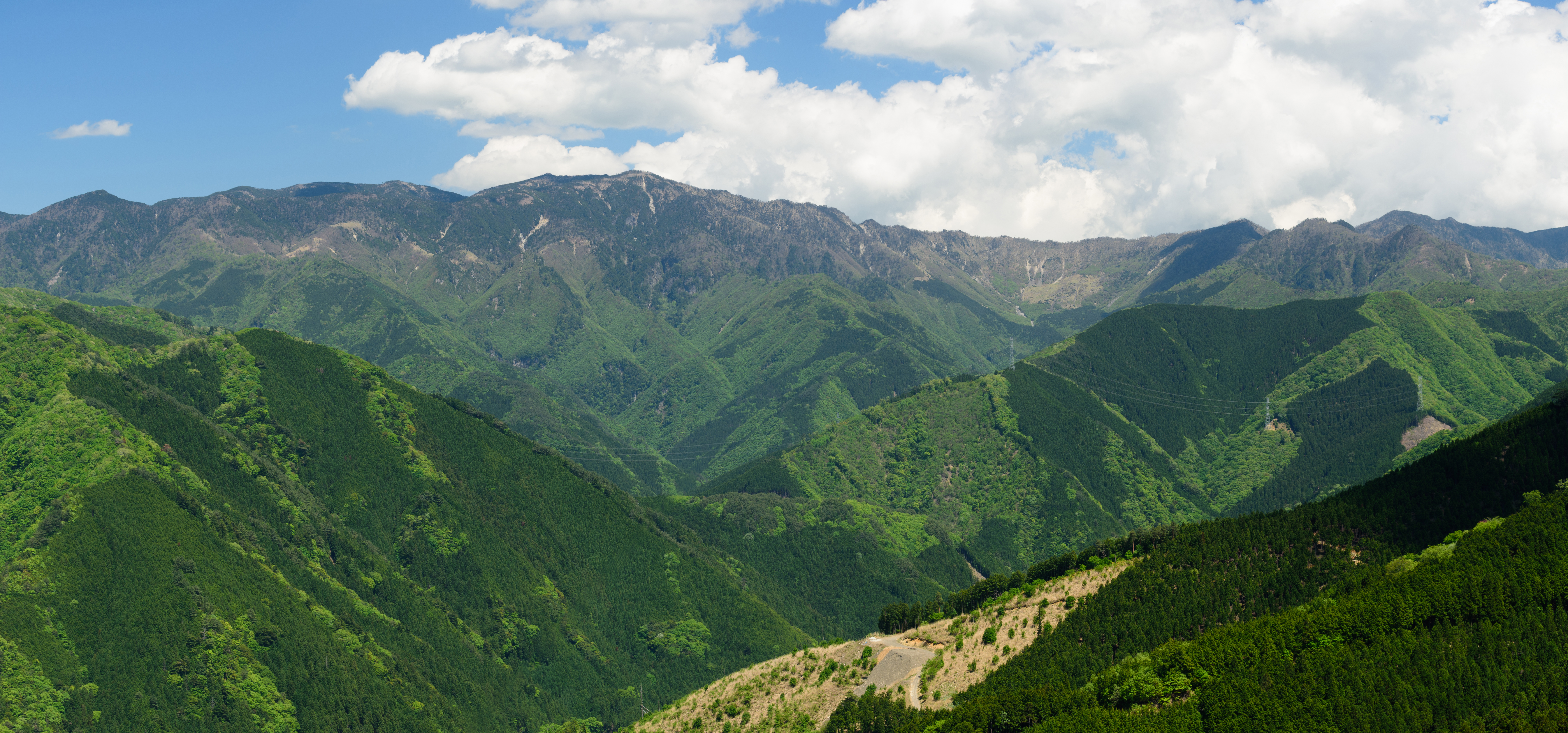
八経ヶ岳と周辺の山容

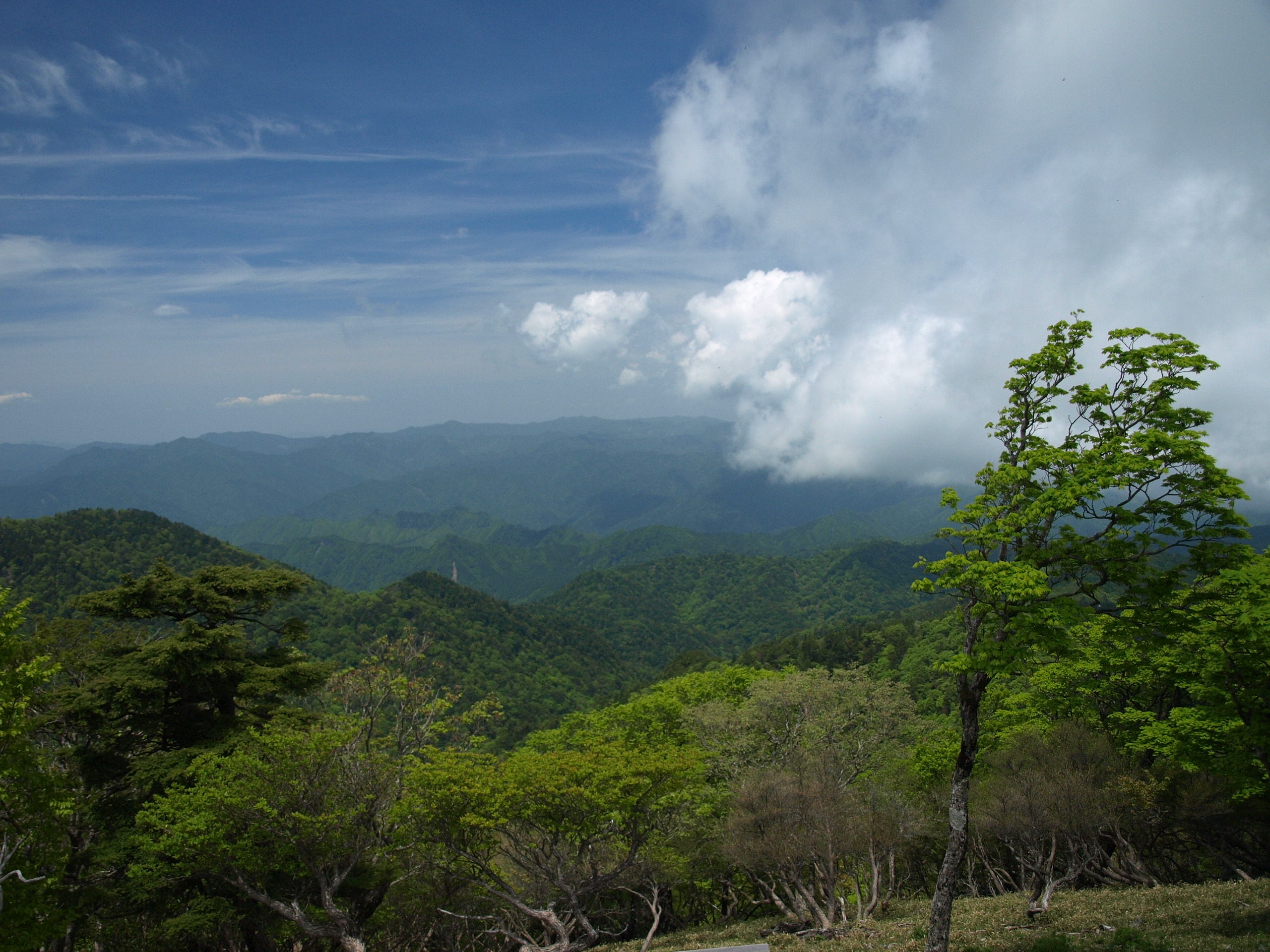
大台ヶ原山頂周辺の風景

山岳部は、大きく分けると大峰山脈（大峯山脈）と大台ヶ原一帯（台高山脈）に分けられる。地質的には、主に古生代、中生代の変成岩などからなる山岳地帯である。
山岳部の北端は、仏教史跡と寺院、桜の名所として知られる吉野山である。ここから、標高1914.6 mの八剣山（仏経ヶ岳）を最高峰として山上ヶ岳、大普賢岳、弥山、釈迦ヶ岳、涅槃岳などが南に連なるが、これらの山々は古来大峯奥駈道と呼ばれる修験道の行場であり、関連する社寺や文化財・史跡が多い。なかでも、熊野三山（熊野本宮大社、熊野速玉大社、熊野那智大社）は、世界遺産「紀伊山地の霊場と参詣道」に登録（2004年7月1日）されたことで、一層広く知られるようになった。
大台ヶ原は、標高1500 m前後に広がる、日本ではまれな非火山性の隆起準平原で国内でも有数の多雨地帯となっている。広大なブナやトウヒなどの原生的な樹林が残るほか、シカやカモシカなどの大型哺乳類を初め、多くの鳥類、両生類、昆虫類などが棲息する。シャクナゲの自生地が有名だが、シカによる食害が深刻である。
- 大峰山脈（大峯山脈）
  - 吉野山
  - 大峰山
    - 山上ヶ岳（女人禁制）
    - 稲村ヶ岳（女人大峯）
    - 弥山
    - 八剣山（八経ヶ岳、あるいは仏経ヶ岳）
    - 釈迦ヶ岳
- 大台ヶ原山（大台ヶ原）[8][9]
  - 大杉谷

### 河谷部

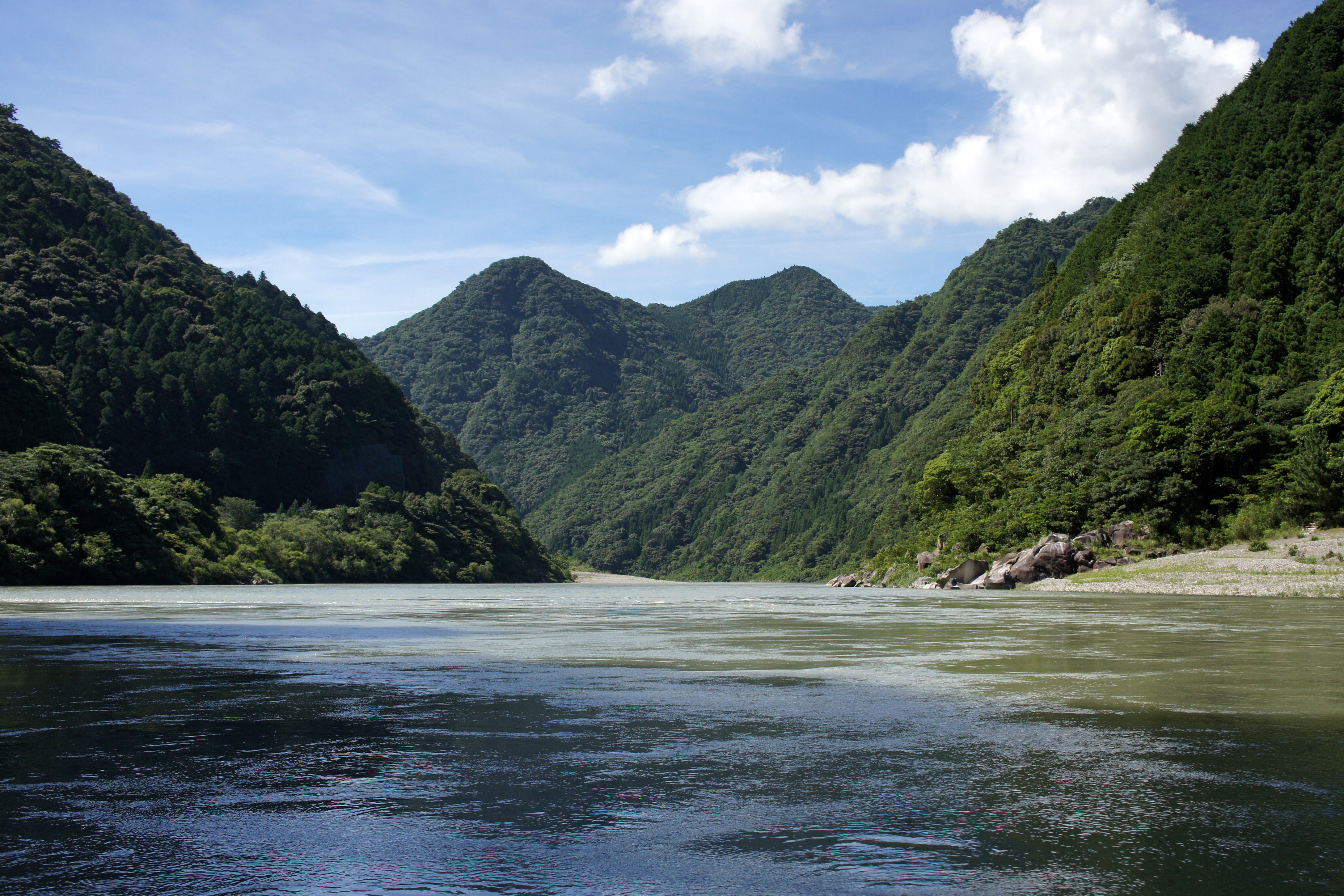
熊野川

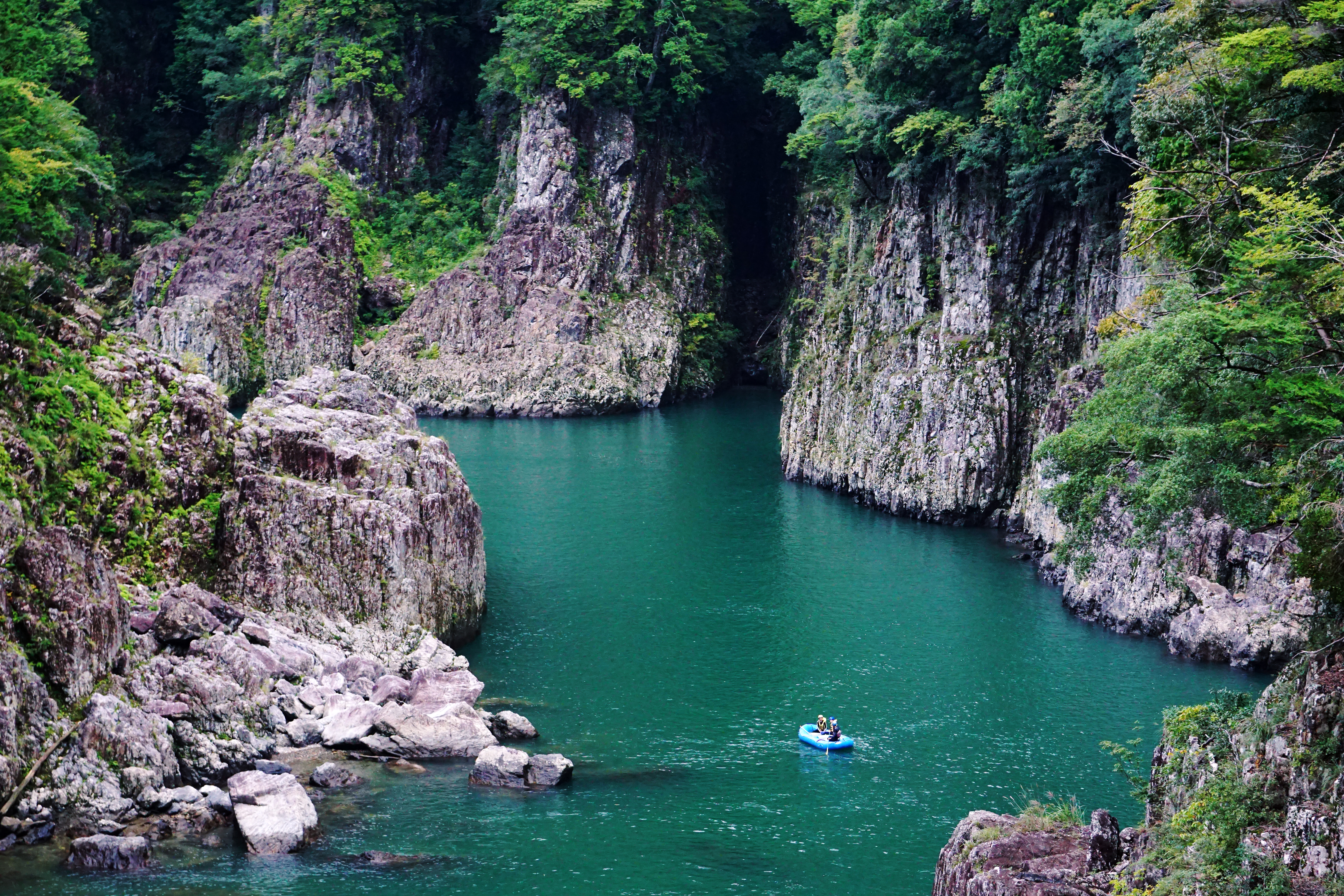
瀞八丁

紀伊半島は日本でも有数の多雨地帯であるが、河谷部を構成する熊野川とその支流の北山川も、その源流は大峰山脈・大台ヶ原である。特に北山川は、その中・下流域において激しく浸食と蛇行を繰り返し、深いV字谷を刻む。九里峡から奥の渓谷は瀞峡（どろきょう）の名で名高い。下流から下瀞・上瀞・奥瀞に分かれるが、瀞八丁として知られる下瀞の上流は、国の特別名勝に指定されている。熊野川本流との合流後も、新宮市内の千穂ヶ峯付近まで、侵食崖や岩壁にかかる滝などの景観が続き、訪れる者の目を楽しませる。
- 熊野川
- 北山川
  - 瀞峡 - 瀞八丁・上瀞・奥瀞

### 海岸部

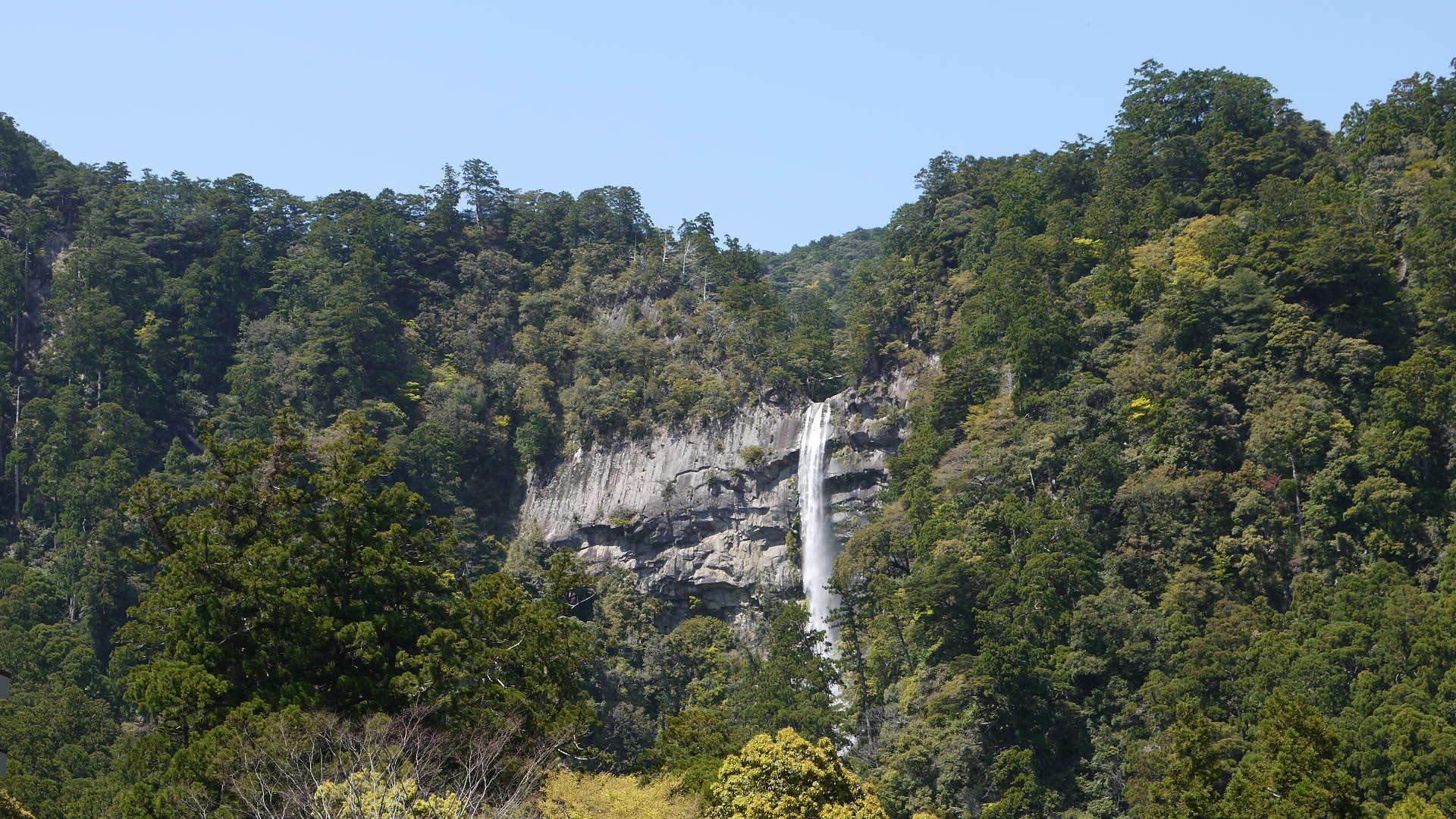
那智滝

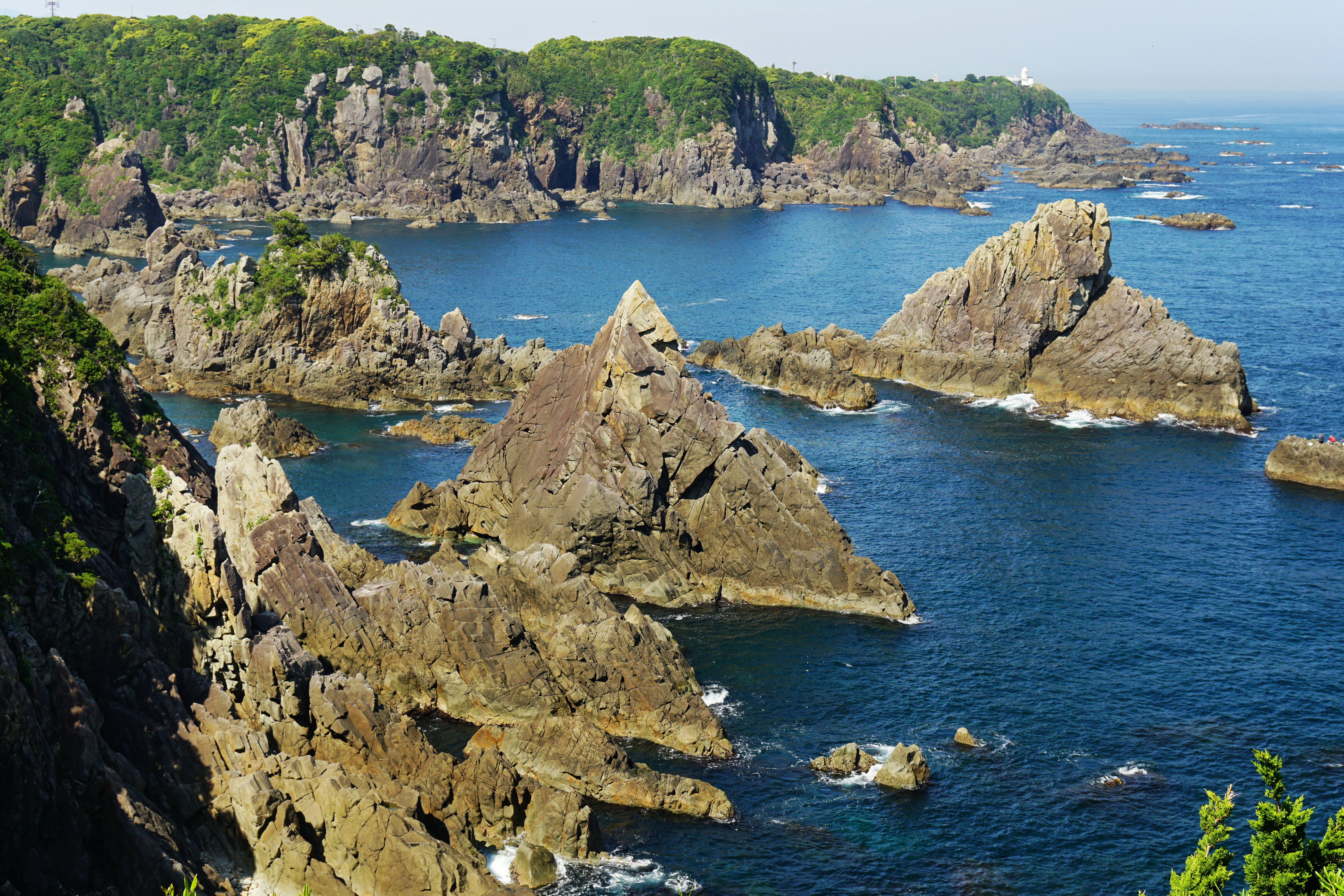
海金剛

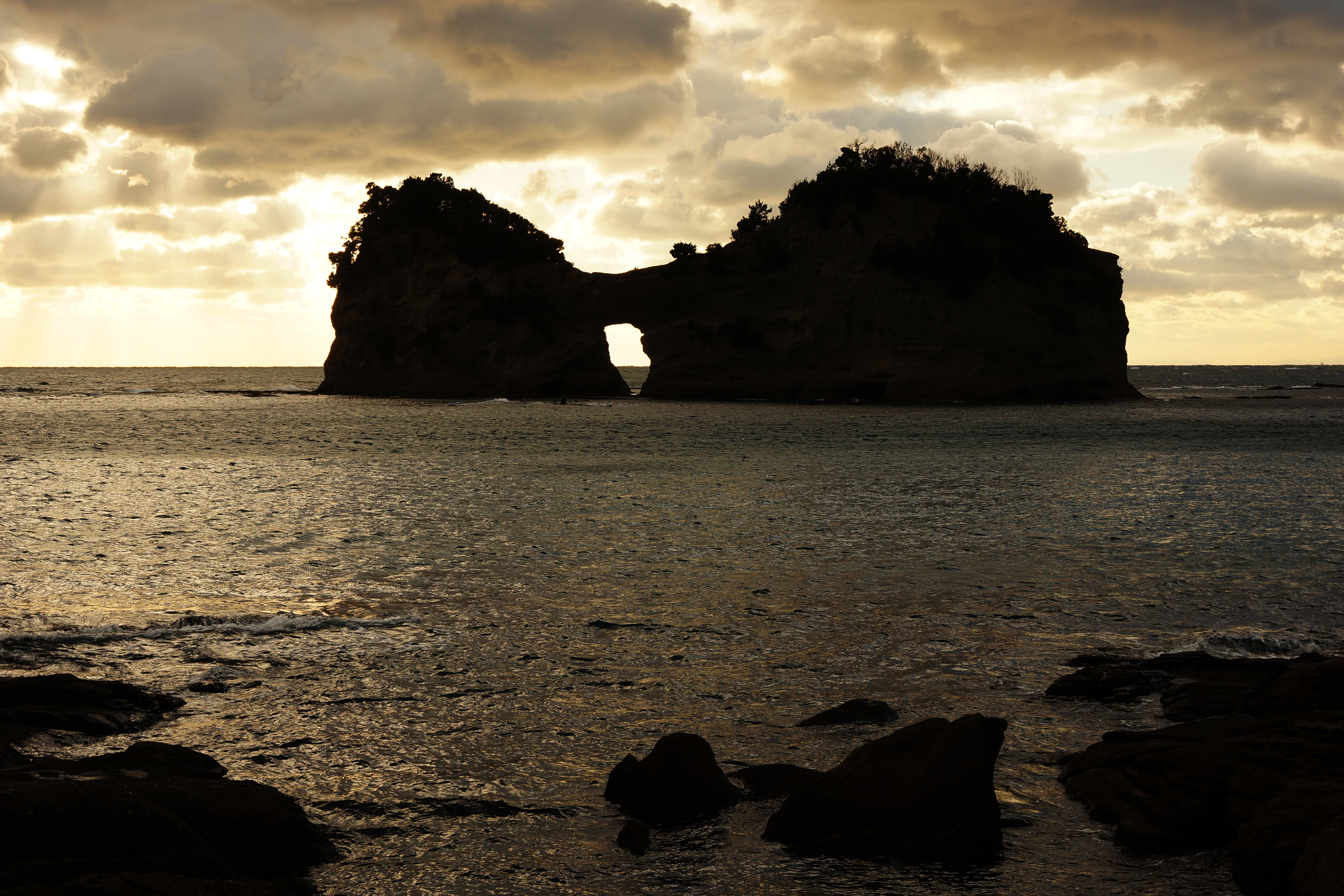
円月島

海岸部には、海食や地質活動の結果生じた、変化に富んだ奇観が多数見られる。海岸部の景観は大きく分けると以下の3つの部分に大別できる。尾鷲から鬼ヶ城にかけての主として三重県部分はリアス式海岸をなし、鬼ヶ城から新宮までの七里御浜は直線的で防潮防風の海岸林を備えた礫浜となっている。
新宮から勝浦湾を経て本州最南端の潮岬までは特に屈曲の多いリアス式海岸の景観を見せるとともに、太平洋岸には海蝕地形（海蝕洞・海蝕崖）がよく発達しているのを見ることが出来る。
この地域は熊野灘・枯木灘を流れる黒潮の影響を受けて温暖である。暖帯常緑広葉樹林（照葉樹林）が分布しており、その林床にはリュウビンタイやユノミネシダなど、本来は亜熱帯を本拠とする植物も生育するほどである。
また、串本近辺の海域は海中景観に優れ、1970年（昭和45年）に日本初の海中公園「串本海中公園」（自然公園法の改正に伴い「串本海域公園」に名称変更）として指定された。イシサンゴ類や熱帯魚類が見られるほか、とりわけ潮岬の周辺や二木島付近ではサンゴが広範に生息している。
那智勝浦の内陸部にある那智山一帯は、那智原始林の深い自然林を擁し、単一の落差日本最長の那智滝がある。また、那智滝を神体とする自然信仰を基盤とした聖地でもあり、古来の様相を今に伝えている。
2015年（平成27年）9月24日に、和歌山県内の二つの県立自然公園（熊野枯木灘海岸県立自然公園、田辺南部白浜海岸県立自然公園）の公園地域が編入された。これにより、千里の浜（みなべ町）、天神崎、神島、奇絶峡、ひき岩群（田辺市）、三段壁、千畳敷、志原海岸（白浜町）、江須崎、黒島、枯木灘海岸一帯（すさみ町）などが同公園に含まれた。
- 楯ヶ崎
- 七里御浜
  - 鬼ヶ城
- 荒船海岸
- 潮岬、紀伊大島
  - 橋杭岩
  - 海金剛
- 紀の松島
- 串本海中公園[10]
- 那智山
  - 那智滝
  - 那智原始林
- 枯木灘海岸
- 志原海岸
- 円月島
- 三段壁
- 千畳敷
- 天神崎
- 神島
- 奇絶峡
- ひき岩群[6]
- 千里の浜

## 観光名所

### 寺社
- 金峯山寺
- 熊野三山
- 青岸渡寺

### 温泉
- 洞川温泉
- 川湯温泉
- 湯の峰温泉
- 南紀勝浦温泉
- 南紀白浜温泉

### ビジターセンター
利用者数は2008年（平成20年）。
| センター名               | 設置者 | 所在地                              | 利用者数（人） |
| ------------------------ | ------ | ----------------------------------- | -------------- |
| 大台ヶ原ビジターセンター | 環境省 | 奈良県吉野郡上北山村小橡660-1       | 43,258         |
| 宇久井ビジターセンター   | 環境省 | 和歌山県東牟婁郡那智勝浦町宇久井830 | 7,484          |

## 関係自治体
奈良県
- 五條市
- 吉野郡吉野町
- 吉野郡天川村
- 吉野郡川上村
- 吉野郡十津川村
- 吉野郡上北山村
- 吉野郡下北山村

三重県
- 熊野市
- 尾鷲市
- 多気郡大台町
- 南牟婁郡御浜町
- 南牟婁郡紀宝町

和歌山県
- 新宮市
- 田辺市
- 東牟婁郡北山村
- 東牟婁郡太地町
- 東牟婁郡那智勝浦町
- 東牟婁郡串本町
- 西牟婁郡すさみ町
- 西牟婁郡白浜町
- 日高郡みなべ町

## 画像

### 切手

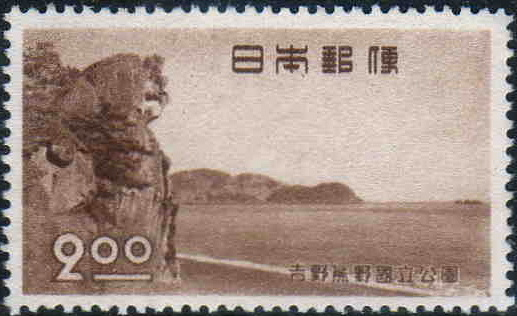
2円切手
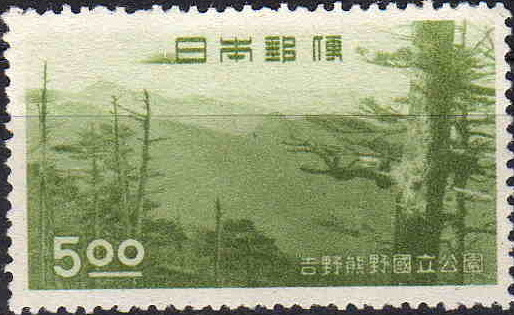
5円切手
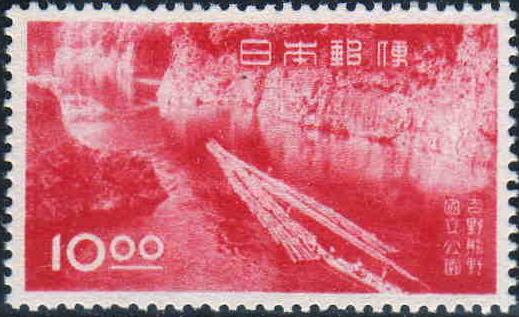
10円切手
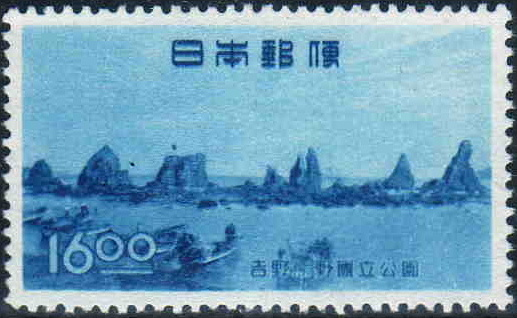
16円切手